# Gmina Fremont (hrabstwo Cedar)

Położenie Gminy Fremont w hrabstwie Cedar

Gmina Fremont (ang. Fremont Township) – gmina w USA, w stanie Iowa, w hrabstwie Cedar. Według danych z 2000 roku gmina miała 991 mieszkańców.